# Bathanthidium hainanense
Bathanthidium hainanense is een vliesvleugelig insect uit de familie Megachilidae. De wetenschappelijke naam van de soort werd voor het eerst geldig gepubliceerd in 2012 door Niu, Wu en Zhu.